# Einzelsprache
Eine Einzelsprache ist eine vom Menschen verwendete Sprache, die ihren Sprechern ein vollständiges und abgeschlossenes Zeichensystem in Form von Sprachlauten oder Sprachgebärden zur Kommunikation bietet. Eine Einzelsprache kann sich auf natürliche Weise entwickelt haben oder künstlich geschaffen worden sein. Im Fall von natürlichen Sprachen gilt allgemein eine solche sprachliche Ausprägungsform (Varietät) als Einzelsprache, die als sogenannte „Dachsprache“ mehrere Dialekte unter sich vereinigt. Was als Dialekt und was als eigenständige Einzelsprache definiert wird, hängt von sprachwissenschaftlichen und politischen Kriterien ab.
Die Zahl der gegenwärtig verwendeten menschlichen Sprachen liegt in der Größenordnung von etwa 7000. Bei etwa 200 Staaten auf der Welt ergibt das also einen rechnerischen Durchschnittswert von 35 Sprachen pro Staat. Die Verteilung ist aber sehr ungleich: Auf ganz Europa (ca. 50 Staaten) entfallen höchstens 280 Sprachen, aber alleine auf den Staat Papua-Neuguinea 830 Sprachen und auf Indonesien etwa 700. Mehr als die Hälfte aller Sprachen sind vom Sprachtod bedroht, da sie kaum noch gesprochen und häufig auch nicht mehr an Kinder weitergegeben werden. Man vermutet, dass daher in den nächsten 100 Jahren ein großer Teil der heute noch vorhandenen Sprachen verschwinden wird. Derzeit werden die häufigsten 200 Sprachen von 88 Prozent der Menschheit als Muttersprache oder Zweitsprache gesprochen.
Sprachen werden hinsichtlich ihrer Entstehung in natürlich entstandene Sprachen wie Englisch oder Spanisch und in bewusst ausgearbeitete konstruierte Sprachen wie Esperanto oder Klingonisch unterteilt.

## Probleme der Definition
Einzelsprachen werden meist mit Gruppen von Menschen in Zusammenhang gebracht, die als Angehörige von bestimmten Ländern diese verwenden („in Spanien spricht man Spanisch, die Italiener sprechen Italienisch“). Dabei wird bei solch stereotyper Wahrnehmung (nur) auf die Amtssprache eines Staates Bezug genommen, die stets eine Einzelsprache ist. Da Amtssprachen von politischer Bedeutung sind, bestimmen neben wissenschaftlichen häufig politische Faktoren, was zu einer Einzelsprache erklärt wird und was „nur“ als Dialekt gilt. Aber auch aus wissenschaftlicher Sicht ist es oftmals schwer zu entscheiden, welche sprachliche Varietät als Einzelsprache angenommen werden kann.
Aus diesen Gründen gibt es unterschiedliche Angaben darüber, wie viele Sprachen auf der Erde heute existieren. So werden Zahlen zwischen 3.000 und 8.000 und in ähnlicher Größenordnung kolportiert. Vom Summer Institute of Linguistics, einer soziolinguistischen Organisation, sind mit Stand 2020 in der von ihr geführten Sprachendatenbank exakt 7.111 Einzelsprachen registriert. Die Internationale Organisation für Normung ordnet in den Language Codes nach den ISO-639-Teilnormen, international eindeutig klassifiziert, für jede Einzelsprache, zu deren Kennzeichnung, einen eindeutigen Code zu. Gemessen an Fläche und Bewohnerzahl ist die geringste Anzahl an verschiedenen Einzelsprachen in Europa anzutreffen. Es wird vermutet, dass eine große Reihe von Einzelsprachen, die vergleichsweise von nur wenigen Menschen gesprochen werden, in den nächsten Jahrzehnten aussterben wird.
Einzelsprachen und ihre Dialekte werden im universitären Bereich in verschiedenen Fachgebieten der eigenständigen Disziplin Sprachwissenschaft (Linguistik), aber auch in den sprachwissenschaftlichen Abteilungen der einzelnen Philologien (wie Germanistik, Romanistik, Slawistik, Turkologie usw.) untersucht.
Die Abgrenzung von Sprache und Dialekt war lange Zeit sehr umstritten, sei jedoch heute nach den Theorien von Heinz Kloss aufgrund von wissenschaftlichen Kriterien fast immer möglich (siehe hierzu auch den Artikel Dialekt).
Definitionskriterien
Was als eine Einzelsprache gilt, ist von unterschiedlichen Faktoren abhängig, wobei neben der Sprachwissenschaft auch die Politik bestimmend ist:
- Sprachsystematische Kriterien:

Einzelsprachen können nach sprachsystematischen Beschreibungskriterien voneinander unterschieden werden, wobei anhand von Sprachvergleichen bestimmt wird, wie weit zwei Sprachsysteme sich in Wortschatz, Grammatik sowie in phonologischen und phonetischen Merkmalen decken. Sind ausreichend genuin unterschiedliche Eigenschaften zweier Varietäten erkennbar, spricht man auch von „Abstandsprachen“, wie es etwa im Falle des Spanischen gegenüber dem Italienischen vorliegt. Entfernt sich jedoch eine Varietät aufgrund sprachplanerischer Maßnahmen (wie z. B. Standardisierung) von einer anderen, wird eine solche als Ausbausprache gesehen. Eine solche ist etwa das Ladinische gegenüber dem Italienischen oder das Letzeburgische gegenüber dem Deutschen.
- Kriterium der Verständlichkeit:

Eine bedeutende pragmatische Bestimmungsgröße zur Definition einer Sprache als Einzelsprache ist die gegenseitige Verständlichkeit. Wenn ein Sprecher A sich seiner Muttersprache bedient und ein Sprecher B ebenfalls unter Anwendung seiner Muttersprache das von A Gesagte nicht versteht, werden diese beiden Sprachen als unabhängige Einzelsprachen betrachtet. Dieses schlüssig erscheinende Kriterium ist jedoch für die Definition einer Einzelsprache zumindest aus zwei Gründen nur bedingt brauchbar:
1. Es gibt zum einen sehr wohl Varietäten einer Einzelsprache, bei denen die gegenseitige Verständlichkeit nicht gegeben ist (wie beispielsweise beim Walliserdeutsch gegenüber dem Standarddeutsch als Varietäten der deutschen Sprache). Zum anderen existieren auch unterschiedliche Einzelsprachen, bei denen eine gegenseitige Verständlichkeit trotzdem gegeben ist (beispielsweise die Abstandsprachen Schwedisch und Norwegisch oder die Ausbausprachen Serbisch und Kroatisch). Auch kann die Verständlichkeit nur in eine Richtung gegeben sein (beispielsweise verstehen Dänen gut Schwedisch, umgekehrt verstehen die Schweden aber kaum Dänisch).
2. Zusätzlich spielt das persönliche Moment eine Rolle. Sprachbegabte Personen oder solche, die bereits mehrere Sprachen beherrschen, können sich leichter als andere in eine fremde Varietät einhören. Auch der Faktor Schriftlichkeit – Mündlichkeit kann dabei eine Rolle spielen. Während die einen geschriebene Sprache leichter verstehen, ist für andere möglicherweise die gesprochene Sprache besser verständlich.

- Sprachpolitische Kriterien:

Da sich der Anwendungsbereich einer sprachlichen Varietät und staatliche Grenzen oft (zumindest weitgehend) decken, spielen häufig auch sprachpolitische Entscheidungen wesentlich mit, welche Varietät als Einzelsprache gilt. Ein Staat kann, um seiner Bevölkerung das Gefühl zu vermitteln, auch eine eigenständige Nation zu sein, Einrichtungen schaffen, die die im Lande verwendeten sprachlichen Varietäten zu einem Standard vereinheitlichen und diese standardisierte Varietät mittels Wörterbüchern und Grammatiken zur Norm erklären. Damit einher geht oft eine gesetzliche Vorschrift, welche diese Varietät gleichzeitig als Amtssprache festlegt. Zudem werden solche Varietäten dann auch in den Massenmedien des Landes verwendet. Umstände dieser Art liegen etwa im Falle des Bosnischen gegenüber dem Serbischen und Kroatischen vor. Damit in Zusammenhang stehen auch beispielsweise Fragen, wie viele Menschen eine solche Varietät zur Muttersprache haben oder ob literarische Werke in diesen Varietäten vorliegen. Solche Faktoren sind oft mitbestimmend für die Entscheidung, welcher Status einer Minderheitensprache in einem Land zukommt.

## Soziolinguistischer Status von Einzelsprachen
Staaten legen gesetzlich fest, welche Sprachen als Amtssprachen gelten und welche als Minderheitensprachen ebenfalls bei Ämtern, Behörden und vor Gericht verwendet werden können. Damit verbunden ist ein gewisser politischer Status der Menschen, die diese Sprachen sprechen. Daher ist es für die Anerkennung als Amts- oder Minderheitensprache in vielen Fällen unerheblich, wie viele Personen im Land eine bestimmte Sprache sprechen, sondern nur, wer diese Sprachen spricht. Denn obwohl beispielsweise in Deutschland weitaus mehr Menschen Türkisch sprechen als Sorbisch oder in Österreich ebenfalls mehr Menschen Türkisch sprechen als Burgenlandkroatisch oder Ungarisch, haben in diesen Ländern jeweils nur letztere den Status einer Minderheitensprache, da ihre Sprecher als autochthon gelten und damit auch ein angestammtes Recht auf die Verwendung ihrer Sprachen politisch einfordern können.
In der Mehrheit der Fälle fungiert eine anerkannte Einzelsprache auch als Amtssprache eines Landes. Dies betrifft im Grunde auch Gebärdensprachen, die in einigen Ländern als Amtssprachen anerkannt sind. Jedoch ist es möglich, dass auch Nicht-Einzelsprachen als Minderheitensprache anerkannt werden. Dies ist beispielsweise in der Schweiz der Fall, wo das Jenische als Minderheitensprache gilt, während es sprachwissenschaftlich als sondersprachliche Variante oder Soziolekt des Deutschen eingestuft wird.

## Einzelsprache und Dialekt
Vielfach sind neben wissenschaftlichen Kriterien auch politische Faktoren dafür ausschlaggebend, welche Varietät überhaupt als eine eigenständige Einzelsprache anerkannt wird und welche Varietäten als Dialekte einer solchen gelten. So ist beispielsweise in Spanien derzeit Katalanisch als eigenständige Sprache anerkannt, Asturisch nur bedingt und dem Aragonesischen kommt bislang nur der Status eines Dialekts des Spanischen zu.
Um mehr Gewicht zu bekommen, kann es auch möglich sein, dass verschiedene dialektale Varietäten einer kleinen Sprachgruppe zu einer einheitlichen Standardvarietät normiert, also vereinheitlicht werden, um wissenschaftlich, sozial und politisch als eigenständige Sprache anerkannt zu werden. Dies liegt etwa im Falle des Ladinischen in Norditalien vor.
Auch die unscharfe Definition der gegenseitigen Verständlichkeit macht gegebenenfalls die Abgrenzung zwischen Einzelsprachen und Dialekten zu einer politisch (oder soziologisch) motivierten Entscheidung, die sogar bewusst linguistische Fakten ignorieren kann. Da die Fremd- und Selbstidentifizierung einer (Volks-)Gemeinschaft als zusammengehörige Gruppe weitestgehend auch über ihre Sprache vorgenommen wird, spielen besonders in Fällen von Staatsgründungen politische Momente eine wesentliche Rolle, welche sprachliche Varietät zu einer selbständigen Einzelsprache (des jeweiligen Staatsvolkes) erklärt und damit als Amtssprache festgelegt wird. Solche Entscheidungen sind oft umstritten.

### Dialekte als Einzelsprachen
Viele Varietäten, die gemessen am Verstehenskriterium linguistisch als Dialekte klassifiziert werden, gelten aus politischer Sicht als eigenständige Sprachen. Die Motivation ist in solchen Fällen die politische Abgrenzung von der Sprechergruppe, die in einem anderen Staat lebt. Beispiele dafür sind unter anderem Malaiisch und Indonesisch oder Serbisch und Kroatisch, wobei die Abgrenzung zwischen letzteren durch die Verwendung einer anderen Schrift (die kyrillische Schrift im Falle des Serbischen gegenüber der lateinischen beim Kroatischen) gefördert wird. (Vgl. auch Serbokroatisch.)
Einige weitere Beispiele von politisch umstrittenen Fällen, in denen Dialekte zu Einzelsprachen erklärt werden, sind etwa folgende:
- Dari (Afghanistan) = Dialekt von Persisch
- Elsässisch, Luxemburgisch = Dialekte des Deutschen
- Galicisch (Spanien) = Dialekt des Portugiesischen
- Korsisch (Korsika) = Dialekt des Italienischen
- Lao (Laos) = Dialekt des Thai (oder umgekehrt) (unterschiedliche Schrift)
- Mazedonisch = Dialekt des Bulgarischen
- Moldauisch (Moldawien) = politisch motivierte Alternativbezeichnung des Rumänischen (zeitweise unterschiedliche Schrift)
- Urdu (Pakistan) = Dialekt des Hindi (Indien) (oder umgekehrt; zusammen auch als Hindustani bezeichnet) (unterschiedliche Schrift)
- Valencianisch (Spanien) = Dialekt des Katalanischen

Sprachpolitische Entscheidungen ähnlicher Art finden sich in ehemaligen Kolonialstaaten Afrikas oder Asiens, wenn aus Gründen der Abgrenzung einheimische Sprachen zu einem Standard genormt, als Einzelsprache kodifiziert und neben der Kolonialsprache als Amtssprache festgelegt werden, wie es etwa in Südafrika vorgenommen wurde, das heute elf anerkannte Amtssprachen aufweist.

### Einzelsprachen als Dialekte
Ebenso kann aus politischen Gründen der umgekehrte Fall vorliegen. Die Sprecher gewisser Sprachen können sich untereinander zwar nicht verstehen, aber die Zugehörigkeit zu einem gemeinsamen Staat oder eine andere ideologische Gemeinsamkeit führt dazu, dass eine Regierung Einzelsprachen mehr oder weniger gewaltsam als Dialekte einer gemeinsamen Staatssprache oder als Dialekte der Sprache der herrschenden Volksgruppe deklariert; so etwa in den Fällen
- Hochchinesisch (Mandarin), das nordchinesische Dialekte, Kantonesisch, Wu und weitere Sprachen umfasst. Die Verständigung erfolgt über eine Standardsprache und eine mehr oder weniger einheitliche Schriftsprache;
- Arabisch, das aufgrund gemeinsamer Zugehörigkeit zum Islam und einer gemeinsamen Schriftsprache untereinander unverständliche „Dialekte“ verbindet.

## Verstehensgemeinschaften
Viele Einzelsprachen sind nahe miteinander verwandt, sodass bei den Sprechern solcher Sprachen zwischen Verstehen und Nicht-Verstehen eine Zwischenstufe existiert: Ein Verstehen des anderen ist zwar nicht von Anbeginn gegeben, aber man kann sich an die andere Sprache „gewöhnen“, ohne explizit Grammatik und Wortschatz lernen zu müssen. Solche Verstehensgemeinschaften bilden etwa die Einzelsprachen folgender Sprachgruppen:
| Sprachgruppe                  | Einzelsprachen                                                                                    |
| ----------------------------- | ------------------------------------------------------------------------------------------------- |
| Germanische Sprachen          | Deutsch, Niederdeutsch, Niederländisch, Afrikaans, Jiddisch                                       |
|                               | Skandinavische Sprachen: Dänisch, Norwegisch, Schwedisch                                          |
| Slawische Sprachen            | Ostslawische Sprachen: Russisch, Ukrainisch, Belarussisch                                         |
|                               | Südslawische Sprachen: Bosnisch, Serbisch, Kroatisch, Slowenisch, Mazedonisch, Bulgarisch         |
|                               | Westslawische Sprachen: Polnisch, Slowakisch, Tschechisch, Sorbisch                               |
| Romanische Sprachen           | Spanisch, Portugiesisch, Katalanisch, Portuñol (Mischsprache zwischen Spanisch und Portugiesisch) |
|                               | Spanisch, Italienisch                                                                             |
|                               | Französisch, Okzitanisch                                                                          |
| Französische Gebärdensprachen | Französische Gebärdensprache                                                                      |
|                               | Österreichisch-ungarische Gebärdensprachen: Österreichisch, Ungarisch, Tschechisch, Slowakisch    |
|                               | Deutschschweizerisch                                                                              |
| Deutsche Gebärdensprachen     | Deutsch, Polnisch                                                                                 |
|                               | Israelisch                                                                                        |

Wenn in typischen Kommunikationssituationen die Sprecher solcher Sprachen jeweils ihre eigene Sprache verwenden, kann bei häufigem und längerem Kontakt eine neue Mischsprache entstehen.

## Mediale Formen
Einzelsprachen werden in medialer Hinsicht gemeinhin als ein System von menschlichen Sprachlauten (→ Lautsystem) gesehen; jede Einzelsprache ist somit zugleich eine Lautsprache.
Nichtsdestoweniger können Einzelsprachen aber auch in Form von Gebärdensprachen existieren, wobei auch in dieser Ausdrucksform jede Sprache ihr eigenes System von Gebärden aufweist. Das bedeutet, dass englische Gebärdensprachen sich von deutschen unterscheiden, die ebenfalls landesspezifisch unterschiedlich ausgeformt sind.